# Citotoxicitat mediada per cèl·lules dependents dels anticossos

Citotoxicitat mediada per cèl·lules dependents dels anticossos

La citotoxicitat mediada per cèl·lules dependents dels anticossos (CMCDA) és un mecanisme de defensa immunològica mediada per cèl·lules pel qual una cèl·lula del sistema immunitari activa la lisi d'una cèl·lula objectiu, amb els antígens de superfície de la membrana units als anticossos específics. És un dels mecanismes mitjançant els quals els anticossos, com a part de la resposta immunitària humoral, poden actuar per limitar i contenir una infecció.
La CMCDA és independent del sistema del complement que també lisifica objectius però no requereix cap altra cèl·lula. La CMCDA requereix una cèl·lula efectora que clàssicament és coneguda com a cèl·lules citocides naturals (NK) que típicament interaccionen amb la immunoglobulina G (IgG). No obstant això, els macròfags, els neutròfils i els eosinòfils també efectuen una CMCDA, així els eosinòfils que maten alguns cucs paràsits (helmints) mitjançant la IgE.